# Dean Moxey
Dean William Moxey (Exeter, 14 gennaio 1986) è un calciatore inglese, difensore del Torquay Utd.

## Caratteristiche tecniche
Terzino sinistro, può essere schierato come difensore centrale e come mediano.

## Carriera
Ha giocato 20 partite nella prima divisione inglese con il Crystal Palace; ha inoltre giocato in seconda divisione con lo stesso Crystal Palace, con il Derby County e con il Bolton.